# 藤原顺子
藤原顺子（ふじわら の のぶこ）是日本平安时代前期仁明天皇的女御，後封皇太后，文德天皇之母。父藤原冬嗣，母尚侍藤原美都子。日本初代人臣摄政藤原良房为其同母兄。

## 人物生平

### 入内
藤原顺子为藤原冬嗣、美都子夫妇的长女，生得非常美丽。还在闺中时，一日晨起梳洗，有气如虹，降下缠绕着顺子。占卜的人说：“这是至贵的征兆。”仁明天皇为储君时，顺子入侍东宫，得到东宫的宠爱，生下后来的文德天皇。天長10年3月6日（833年3月30日）仁明天皇践祚后，顺子得授从四位下，封女御。承和十一年（844年），进从三位。

### 皇太后
嘉祥3年3月19日（850年5月4日）仁明天皇驾崩，顺子之子文德天皇即位。由于顺子并非仁明天皇的皇后，按养老律令，天皇之母非先皇皇后者不封皇太后而封皇太夫人，所以顺子循例封皇太夫人，移居东五条院，以凤舆为仪，遣左右近卫将监以下之人为宿为。齐衡元年（854年），文德天皇下诏，以母以子贵、克尽孝道之故，破例尊封母亲为皇太后。当时，太皇太后橘嘉智子已崩，日本的三后之位（太皇太后、皇太后、皇后）有空缺，而仁明天皇终身未立后，是故此举成行。

### 太皇太后
天安二年（858年），文德天皇驾崩，顺子即位的孙子清和天皇仍年幼。于是顺子依从群臣的邀请，与天皇同舆，住到了东宫。贞观二年（860年）夏，迁回东五条院。到了秋天，顺子生病。清和天皇让二十人为之祈祷。冬日，于本宫大修斋会。貞觀3年（861年） 2月，顺子往兄长太政大臣藤原良房的府邸，诸王公卿以下聚会，设演戏，奏乐，有赐禄之事。顺子又参诣大原野神社，以藤原氏六位以下为仪从。行幸大原野神社之仪，从此开始。同年，顺子落饰出家。貞觀6年（864年）顺子以天皇祖母之尊，封太皇太后。

### 死去
贞观13年（871年），顺子崩，享壽六十二岁。葬入宇治郡后山阶山陵。置国忌于东寺。通称五条后。

## 人物评价
《日本三代实录》：后性和厚貞，正禮則修備，母儀少比，深信釋教。建安祥寺，年分度僧，修大乘道。

## 亲属
- 父：藤原冬嗣（775年-826年）
- 母：藤原美都子（781-828）-尚侍
- 夫：仁明天皇（810-850）
- 子女：
  - 文德天皇（827-858）